# فرید جواهرکلام
فرید جواهرکلام (۱۳۰۴ – ۲۲ دی ۱۴۰۲) نویسنده و مترجم ایرانی بود.

## زندگی‌نامه
فرید جواهرکلام در سال ۱۳۰۴ در تهران زاده شد. او بیش از ۵۰ سال در حوزه ترجمه فعالیت کرد. وی کارشناسی زبان و ادبیات انگلیسی را از دانشگاه تهران و کارشناسی‌ارشد ادبیات انگلیسی را از دانشگاه کلرادو آمریکا دریافت کرد. کتاب‌های بسیاری از این نویسنده و مترجم به‌چاپ رسیده‌اند.

## ترجمه‌ها

### تاریخ
- سفرهای مارکوپولو، مری هال، نشر ققنوس
- ظهور و سقوط اتحاد شوروی، جان ماتیوز، نشر ققنوس
- تمدن مایا، پاتریشیا نتسلی، نشر ققنوس
- آمریکای باستان، کاترین لانگ، نشر ققنوس
- امپراتوری اینکا، دنیس نیشی، نشر ققنوس
- تاریخ مردمان عرب، آلبرت حبیب حورانی، نشر امیرکبیر
- عصر اکتشافات، سارا فلاورز، نشر ققنوس
- تاریخ سیاسی هخامنشی، محمد داندامایف، نشر فرزان روز
- هانیبال، برندا هاوگن، نشر ققنوس
- لژیونر، فیلیپ ماتیشاک، نشر ققنوس
- جنگ‌های پونیک، دان ناردو، نشر ققنوس
- پیکار بزرگ، ادوین پی هویت، نشر انتشارات و آموزش انقلاب اسلامی
- سامورایی، استیون ترنبول، نشر ققنوس
- ایران پرتلاطم، سر الدون گریفیث، نشر نشر آبی
- کنفوسیوس: فیلسوف و معلم چینی، مایکل برگن، کارول استپانچوک (ویراستار)، نشر ققنوس
- آبراهام لینکلن رئیس‌جمهوری آمریکا در جنگ داخلی، برندا هاوگن، نشر ققنوس
- توماس ادیسون، مایکل برکن، نشر ققنوس
- ساخت بمب اتمی، ویکتوریا شرو، نشر ققنوس

### روانشناسی
- رسالت زیگموند فروید، اریک فروم، نشر آشیان. علمی و فرهنگی
- مبانی روانکاوی، فدانس الکساندر، نشر علمی وفرهنگی
- روانشناسی سرطان
- روانشناسی کسب آرامش، هربرت بنسون
- بهداشت روحی
- مقدمات روانکاوی، چارلز برنر، نشر بنگاه ترجمه
- فرهنگ تعبیر خواب، تام چت، نشر مرواید
- مفهوم سادهٔ روانکاوی، زیگموند فروید، نشر مرواید، علمی و فرهنگی

### ادبیات
- در نکوهش جنگ و داستان‌های دیگر: بازتابی از فساد جامعه آمریکایی، ادگار دکتروف، نشر فرزان روز
- دکتر جکیل و مستر هاید، رابرت لویی استیونسن
- مثلث رودس، آگاتاکریستی
- ماشین زمان، هربرت جورج ولز، نشر علمی و فرهنگی
- فرهنگ ضرب‌المثل‌ها (موضوعی): فارسی - انگلیسی، هنری داویدوف، نشر فرهنگ معاصر
- جنایت در مجتمع مسکونی، آگاتا کریستی

### فلسفه
- تاریخ فلسفهٔ چین، یولا فانگ، نشر فرزان روز

## دیگر آثار
- برگزیده و شرح مصیبت نامه شیخ فریدالدین عطار، فرید جواهرکلام، نشر فرزان روز - ۱۳۸۳
- خوشنویسی (مصور)، نشر امیرکبیر، ۱۳۸۴
- خاطرات علی جواهر کلام، فرید جواهرکلام (به اهتمام)، نشر نشر آبی
- فرشته و اهریمن، نشر البرز
- آهو (مجموعهٔ داستان کوتاه)
- سندباد در دهان اژدها، شهر کتاب
- سندباد و قصر زیر دریا
- زال و رودابه، عارف[؟]
- خون سیاوش
- بیژن و منیژه، نشر عارف
- دو نجیب زادهٔ پاکدامن
- ضحاک ماردوش
- هفت خوان رستم
- راز دل، [ویراستار] جبران خلیل جبران، ترجمهٔ پریدخت عظیما، نشر آبگینه